# Rutherford, Tennessee
Rutherford är en ort i Gibson County i delstaten Tennessee, USA.